# Lecanodiaspis microcribraria
Lecanodiaspis microcribraria är en insektsart som först beskrevs av Walter Wilson Froggatt 1915.  Lecanodiaspis microcribraria ingår i släktet Lecanodiaspis och familjen Lecanodiaspididae. Inga underarter finns listade i Catalogue of Life.